# Wagneau Eloi
Pour les articles homonymes, voir Eloi.
Wagneau Eloi, né le 11 septembre 1973 à Port-au-Prince (Haïti), est un footballeur international haïtien possédant également la nationalité française.[citation nécessaire] Il évoluait au poste d'attaquant. Devenu entraîneur, il a notamment été sélectionneur de l'équipe d'Haïti.
Il est cofondateur et directeur technique de l'US Champions Soccer Academy et entraîneur général de l'équipe du FC Miami City qui évolue en Premier Development League à Miami.

## Biographie
Né d'un père ébéniste, et d'une mère couturière, il passe son enfance à Haïti. 
Il quitte Haïti pour la Porte de la Chapelle à l'âge de 9 ans. Il signe alors en poussin au club du Red Star pour 4 saisons. Il continue son apprentissage au Paris Football Club  avant de rejoindre le centre de formation du RC Lens en 1991.
Au RC Lens, il est pris sous l'aile de Roger Boli, alors joueur à Lens. Il nait alors une grande complicité entre les 2 joueurs.
Après 2 prêts à l'ASNL, il revient au RC Lens où il participe au sacre de champion de France de 1998.
Approché par Claude Puel, entraîneur de l'AS Monaco, afin de remplacer Thierry Henry pendant l'hiver 1999, Wagneau Eloi participe au titre de champion de France de 2000. Ayant beaucoup de mal à s'imposer dans le système de jeu monégasque et avec un effectif de très grande qualité, l'aventure en principauté se solde pour Wagneau Eloi par une blessure au genou qui va l'éloigner des terrains pendant plusieurs mois.
Pour revenir à son meilleur niveau il part pour la Bretagne en 2002 et tente de relancer sa carrière au EAG. Un an après, il se retrouve sans club et s'engage 6 mois avec le club de ses débuts.
En janvier 2005, il joue 6 mois pour La Louvière, son nom va être évoqué dans le scandale des matchs truqués en Belgique. La commission va rapidement innocenter Wagneau Eloi dans le but de dénoncer l'amalgame fait entre les tricheries et la grève des joueurs de La Louvière dont les salaires n'ont pas été versés pendant plusieurs mois. En 2005 il s'engage ensuite avec le KSV Roulers où il jouera deux années avant de mettre un terme à sa carrière de joueur professionnel. 
Le 8 avril 2008, il est nommé sélectionneur d'Haïti. Il a comme objectif de qualifier son pays pour la coupe du monde 2010 en Afrique du Sud. Il va disputer le 3e tour qualificatif des préliminaires à la qualification d'août à octobre 2008.
Haïti ne va pas se qualifier et Wagneau Eloi va constater les difficultés structurelles du football dans son pays de naissance. C'est dans le but d'aider les joueurs haïtiens et les enfants de ce pays qu'il décide au printemps 2008 de fonder le World Charity Soccer et de mettre en place une semaine de fête du football à Miami au mois de juin 2009.
En février 2010, alors désireux de soutenir son pays dévasté par le séisme du 12 janvier, il découvre l'action de l'association Nos Petits Frères et Sœurs en Haïti. Le 19 mai 2010 il parraine le World Charity Soccer au stade Charléty, afin de récolter des fonds pour l'association.

## Carrière
- 1993-1995 : RC Lens  ( France)
- 1995-1997 : AS Nancy-Lorraine  ( France)
- 1997-janvier 1999 : RC Lens ( France)
- janvier 1999-2002 : AS Monaco ( France)
- 2002-2003 : EA Guingamp ( France)
- 2003-2004 (jan.) : Sans club
- janvier 2004-2005 : RC Lens ( France)
- janvier 2005-juin 2005 : RAA Louviéroise ( Belgique)
- 2005-2007 : KSV Roulers ( Belgique)
- 2010-2011 : Vétéran Issy les moulineaux ( France)[1]

## Palmarès
- 1995 : Champion du monde militaire (équipe de France militaire)
- 1998 : Finaliste de la Coupe de France (RC Lens)
- 1998 : Champion de France (RC Lens)
- 1999 : Coupe de la Ligue (RC Lens)
- 2000 : Champion de France  (AS Monaco)
- 2001 : Finaliste de la Coupe de la Ligue (AS Monaco)
- 2005-2006 : 2e meilleur buteur de la Jupiler League  (KSV Roulers)

## Source
- Marc Barreaud, Dictionnaire des footballeurs étrangers du championnat professionnel français (1932-1997), L'Harmattan, 1997.